# Eliminatórias da Copa do Mundo FIFA de 2018 - Ásia (quarta fase)
Esta página apresenta os resultados das partidas da quarta fase das eliminatórias asiáticas para a Copa do Mundo FIFA de 2018. Foi disputada entre 5 e 10 de outubro de 2017.

## Formato
As duas equipes terceiras colocadas em cada um dos grupos da terceira fase disputaram um contra a outra em partida de ida e volta para determinar qual seleção iria avançar à repescagem.

## Partidas
A ordem das partidas foi pré determinada pela AFC, anunciada durante o sorteio para a terceira fase. O terceiro colocado do Grupo A recebeu a partida de ida, enquanto o terceiro colocado do Grupo B recebeu a partida de volta.
| Equipe 1 | Total | Equipe 2  | 1.º jogo | 2.º jogo  |
| -------- | ----- | --------- | -------- | --------- |
| Síria    | 2–3   | Austrália | 1–1      | 1–2 (pro) |

### Partida de ida
| 5 de outubro de 2017 | Síria              | 1 – 1     | Austrália | Estádio Hang Jebat, Krubong (Malásia)[A]    |
| 20:30 (UTC+8)        | Al Somah 85' (pen) | Relatório | Kruse 40' | Público: 2 150 Árbitro: IRN Alireza Faghani |

| Síria | Austrália |

### Partida de volta
| 10 de outubro de 2017 | Austrália        | 2 – 1 (pro) | Síria       | ANZ Stadium, Sydney                          |
| 20:00 (UTC+11)        | Cahill 13', 109' | Relatório   | Al Somah 6' | Público: 42 000 Árbitro: UZB Ravshan Irmatov |

| Austrália | Síria |

Austrália venceu por 3–2 no placar agregado e avançou para a respecagem.